# Kidal
Kidal (tiếng Tuareg: ⴾⴸⵍ, Kidal) là một commune ở vùng hoang mạc miền bắc Mali. Nó nằm cách Gao 285 km (177 mi) về phía đông nam và là thủ phủ của vùng Kidal. Commune Kidal có diện tích chừng 9.910 km2 (3.830 dặm vuông Anh) và bao gồm thị trấn Kidal và 31 điểm dân cư khác.

## Lịch sử
Ngày 30 tháng 3 năm 2012, Kidal và quân đồn tại đây là bị chiếm giữ bởi Phong trào Dân tộc Giải phóng Azaward (MNLA) trong cuộc nổi dậy của người Tuareg giành độc lập cho Azawad. Một phát ngôn viên cho hội đồng quân sự Mali nói rằng "Để bảo toàn mạng sống cho người dân Kidal, chỉ huy quân đội quyết định không kéo dài trận chiến". Gao và Timbuktu cũng bị chiếm trong 48 giờ tiếp theo, vào ngày 6 tháng 4, MNLA tuyên bố sự độc lập của Azawad khỏi Mali. Trong quá trình xung đột, MNLA lại để mất quyền kiểm soát vào tay phiến quân Hồi giáo. Ngày 30 tháng 1 năm 2013, quân Pháp và Mali giành lại được Kidal, đưa nó trở lại dưới sự quản lý của chính phủ.
Ngày 14 tháng 12 năm 2013, một bom xe làm thiệt mạng hai quân nhân giữ hòa bình của Liên Hợp Quốc.

## Ảnh

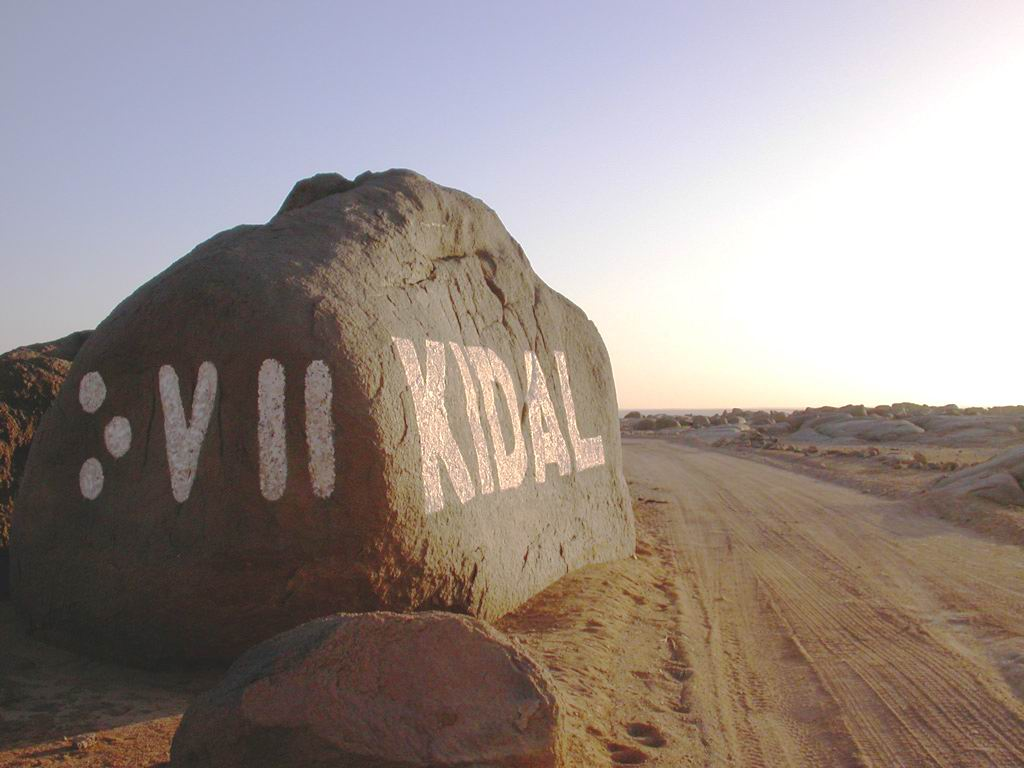
Lối vào thị trấn
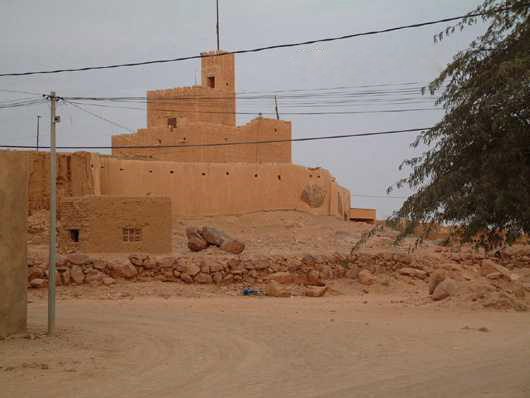
Pháo đài thời thuộc địa tại Kidal

## Khí hậu
Theo hệ thống phân loại khí hậu Köppen, Kidal có khí hậu sa mạc nóng (BWh), với khí hậu rất nóng trong hầu hết cả năm.
| Dữ liệu khí hậu của Kidal (1950–2000)      | Dữ liệu khí hậu của Kidal (1950–2000) | Dữ liệu khí hậu của Kidal (1950–2000) | Dữ liệu khí hậu của Kidal (1950–2000) | Dữ liệu khí hậu của Kidal (1950–2000) | Dữ liệu khí hậu của Kidal (1950–2000) | Dữ liệu khí hậu của Kidal (1950–2000) | Dữ liệu khí hậu của Kidal (1950–2000) | Dữ liệu khí hậu của Kidal (1950–2000) | Dữ liệu khí hậu của Kidal (1950–2000) | Dữ liệu khí hậu của Kidal (1950–2000) | Dữ liệu khí hậu của Kidal (1950–2000) | Dữ liệu khí hậu của Kidal (1950–2000) | Dữ liệu khí hậu của Kidal (1950–2000) |
| Tháng                                      | 1                                     | 2                                     | 3                                     | 4                                     | 5                                     | 6                                     | 7                                     | 8                                     | 9                                     | 10                                    | 11                                    | 12                                    | Năm                                   |
| ------------------------------------------ | ------------------------------------- | ------------------------------------- | ------------------------------------- | ------------------------------------- | ------------------------------------- | ------------------------------------- | ------------------------------------- | ------------------------------------- | ------------------------------------- | ------------------------------------- | ------------------------------------- | ------------------------------------- | ------------------------------------- |
| Trung bình ngày tối đa °C (°F)             | 28.0 (82.4)                           | 31.1 (88.0)                           | 34.8 (94.6)                           | 38.8 (101.8)                          | 41.5 (106.7)                          | 41.9 (107.4)                          | 39.9 (103.8)                          | 38.4 (101.1)                          | 39.1 (102.4)                          | 38.0 (100.4)                          | 33.4 (92.1)                           | 28.9 (84.0)                           | 36.2 (97.2)                           |
| Tối thiểu trung bình ngày °C (°F)          | 12.5 (54.5)                           | 14.8 (58.6)                           | 18.7 (65.7)                           | 23.0 (73.4)                           | 27.0 (80.6)                           | 28.6 (83.5)                           | 27.2 (81.0)                           | 26.2 (79.2)                           | 26.0 (78.8)                           | 23.2 (73.8)                           | 18.0 (64.4)                           | 13.7 (56.7)                           | 21.6 (70.9)                           |
| Lượng mưa trung bình mm (inches)           | 0.6 (0.02)                            | 0.1 (0.00)                            | 0.2 (0.01)                            | 1.0 (0.04)                            | 5.3 (0.21)                            | 11.6 (0.46)                           | 36.8 (1.45)                           | 45.9 (1.81)                           | 23.1 (0.91)                           | 3.0 (0.12)                            | 0.2 (0.01)                            | 0.2 (0.01)                            | 128.0 (5.04)                          |
| Số ngày mưa trung bình (≥ 0.1 mm)          | 0.2                                   | 0.1                                   | 0.2                                   | 0.2                                   | 1.0                                   | 3.0                                   | 6.1                                   | 6.9                                   | 3.9                                   | 0.6                                   | 0.1                                   | 0.3                                   | 22.6                                  |
| Số giờ nắng trung bình tháng               | 274.5                                 | 267.3                                 | 286.1                                 | 283.9                                 | 294.0                                 | 230.8                                 | 269.8                                 | 276.9                                 | 271.6                                 | 296.4                                 | 286.6                                 | 275.5                                 | 3.313,4                               |
| Nguồn 1: World Meteorological Organization |                                       |                                       |                                       |                                       |                                       |                                       |                                       |                                       |                                       |                                       |                                       |                                       |                                       |
| Nguồn 2: NOAA (sun 1961–1990)              |                                       |                                       |                                       |                                       |                                       |                                       |                                       |                                       |                                       |                                       |                                       |                                       |                                       |